# Chantal Achterberg

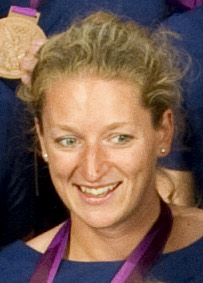
Chantal Achterberg

Chantal Achterberg (* 16. April 1985 in Vlaardingen) ist eine ehemalige niederländische Ruderin, die 2012 Olympiadritte im Achter war.

## Sportliche Karriere
Chantal Achterberg vom Delfter Ruderklub Proteus-Eretes begann 2004 mit dem Rudersport. Bei den U23-Weltmeisterschaften 2007 belegte sie mit dem niederländischen Vierer ohne Steuerfrau den fünften Platz. 2009 rückte sie in den niederländischen Achter auf. Bei den Weltmeisterschaften 2009 siegten die Olympiasiegerinnen aus den Vereinigten Staaten, hinter den Rumäninnen belegten die Niederländerinnen den dritten Platz. Daneben gewannen Chantal Achterberg, Nienke Kingma, Carline Bouw und Femke Dekker, die alle auch im Achter starteten, bei den Weltmeisterschaften 2009 und 2010 den Titel in der nichtolympischen Bootsklasse Vierer ohne Steuerfrau. Die Rumäninnen siegten bei den Europameisterschaften 2010 im Achter vor den Niederländerinnen, bei den Weltmeisterschaften 2010 und 2011 belegte der niederländische Achter den fünften Platz. Bei ihrer ersten Olympiateilnahme gewann Achterberg mit dem niederländischen Achter in der Besetzung Jacobine Veenhoven, Nienke Kingma, Chantal Achterberg, Sytske de Groot, Roline Repelaer van Driel, Claudia Belderbos, Carline Bouw, Annemiek de Haan und Steuerfrau Anne Schellekens die Bronzemedaille bei den Olympischen Spielen 2012.
2013 wechselte Achterberg zu den Skullbooten und belegte bei den Weltmeisterschaften 2013 den vierten Platz mit dem Doppelvierer. Im Jahr darauf gewann Chantal Achterberg im Einer hinter der Tschechin Miroslava Knapková die Silbermedaille bei den Europameisterschaften. Bei den Weltmeisterschaften 2014 in Amsterdam erreichte Achterberg mit dem Doppelvierer den siebten Platz. 2015 startete Achterberg auch bei den Europameisterschaften im Doppelvierer, die Niederländerinnen gewannen die Silbermedaille hinter dem deutschen Boot. Bei den Weltmeisterschaften 2015 siegte der US-Doppelvierer vor dem deutschen Boot und den Niederländerinnen. Nach dem vierten Platz bei den Europameisterschaften 2016 gewannen Achterberg, Nicole Beukers, Inge Janssen und Carline Bouw bei den Olympischen Spielen 2016 die Silbermedaille hinter dem deutschen Doppelvierer.